# امر (اسرائیل)
امر (به لاتین: Omer) یک شهرک در اسرائیل است که در بیرشبا واقع شده‌است.